# Jan Želivský
Jan Želivský (1380 – 9. března 1422 Staré Město Pražské), podle některých pramenů rodným jménem Jan Dloubal, byl radikální husitský kněz a kazatel, nejvýraznější postava českého chiliasmu.

## Život a působení
Do roku 1418 se o Janu Želivském neví takřka nic. Předpokládá se, že byl původně členem želivské řeholní komunity. Učiněn byl dokonce pokus ztotožnit jej s želivským premonstrátem Janem, který v letech 1416–1418 působil jako farář v Jiřicích. Tuto domněnku se však zatím nepodařilo doložit.
Ve zjitřeném ovzduší po Husově upálení patrně premonstrátský řád opustil, protože katolíci i konzervativní kališníci ho označovali za zběhlého mníška. Dle názoru profesora Čorneje přišel do Prahy asi v letech 1415–1416 a v roce 1418 již působil jako kazatel v kostele svatého Štěpána na Rybníčku. V únoru 1419 přešel do chrámu Panny Marie Sněžné na Novém Městě pražském. Jeho plamenná kázání měla velký úspěch a postupně ho učinila lidovým vůdcem. Byl také považován za mluvčího husitů. Pražská chudina byla jeho představami o lepším životě pro obyvatelstvo trpící bídou a o majetkově vyrovnané společnosti nadšena. Želivský kázal česky, a tak byl prostým obyvatelům jeho výklad srozumitelný. Jeho dochovaná kázání jsou plná starozákonních odkazů.
Když 6. července 1419 došlo k násilnostem a byli zatčeni i někteří stoupenci Želivského, hněv vůči nedávno dosazeným konšelům se vystupňoval a situace ve městě se stala výbušnou.

### Novoměstská defenestrace

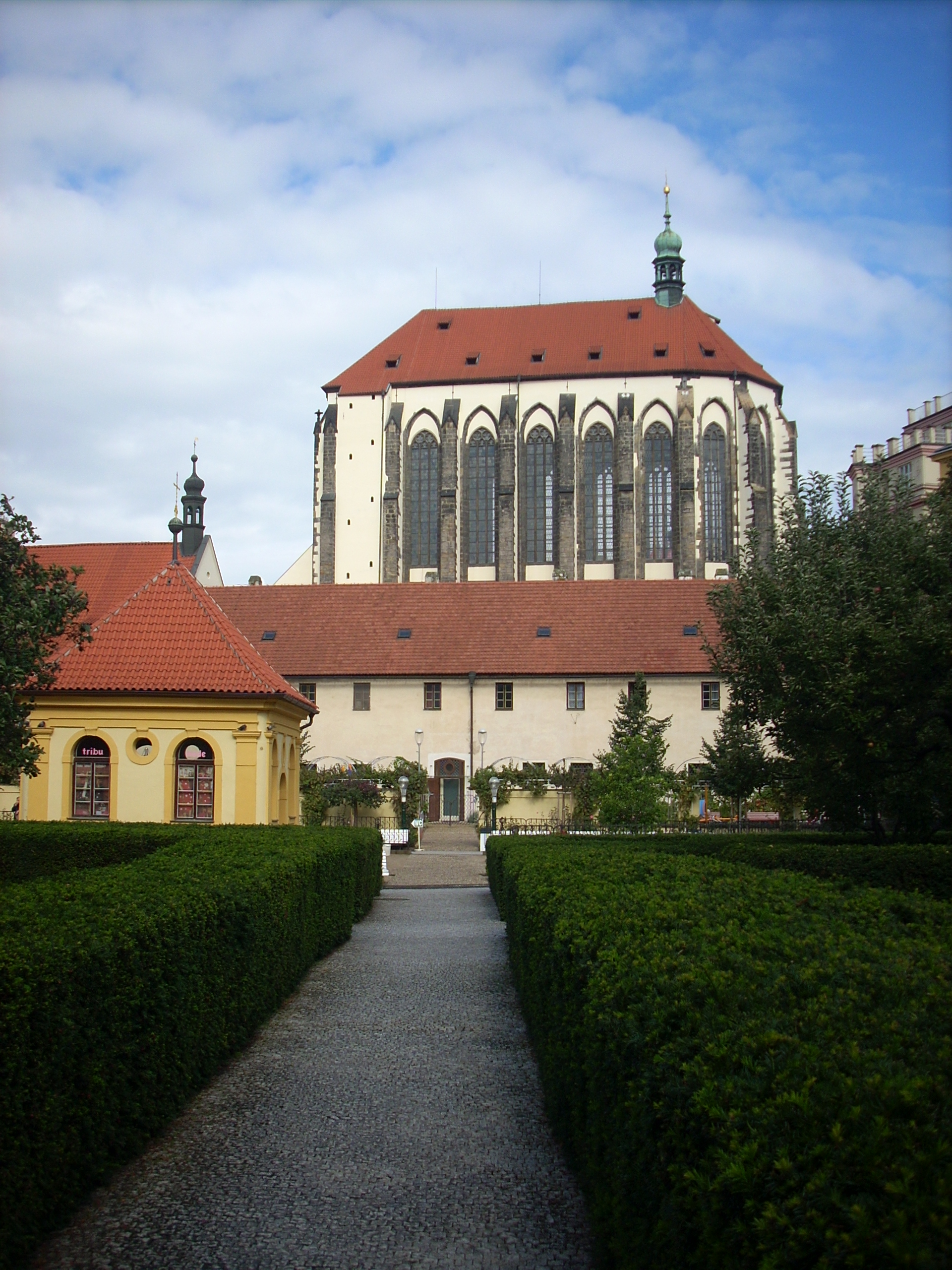
Kostel Panny Marie Sněžné, působiště Jana Želivského

Dne 30. července 1419 vedl Želivský, dobře obeznámený se situací v Praze, své kázání s ještě větším nábojem než obvykle a podařilo se mu vyburcovat lid. Průvod vyrazil z kostela Panny Marie Sněžné směrem k novoměstské radnici a již tehdy byl slušně vyzbrojen sudlicemi a kopími. Průvod se zastavil před zavřenými vraty kostela sv. Štěpána, které lid vyvrátil, a Želivský tam odsloužil mši podobojí. Když pak průvod dorazil k novoměstské radnici, narazil na odpor purkmistra Jana Podivínského, který odmítl propustit Želivského stoupence. Když pak ještě údajně z radnice hozený kámen zasáhl monstranci, kterou Želivský nesl v čele davu, prostí obyvatelé se rozzuřili. Dav vtrhl na radnici a konšely vyházel z oken přímo na hroty sudlic a kopí. Pozabíjeni byli i ostatní přítomní na radnici. Průvod tak vyvrcholil první pražskou defenestrací, která byla prakticky začátkem husitské revoluce. V následujících dnech došlo k vyplenění pražských kostelů a útěku většiny katolických obyvatel Prahy.

### Vůdce pražských radikálů
Zhruba v polovině roku 1420 začal Želivský ve svých rukou hromadit moc, k čemuž využíval svou velkou oblibu u chudého lidu, který se rychle radikalizoval. Tuto moc pak používal k likvidaci svých protivníků. Tyto poměry se nelíbily husitským pánům a umírněnějším frakcím, které nakonec radikální chudinu vytlačily z Prahy. Když se do města vrátila, propukl mezi nimi jeden z prvních otevřených konfliktů mezi husitskými křídly. Po porážce a vnucené dohodě se radikálové opět stáhli, a nechali tak Želivského samotného.
Když se však k Praze přiblížila hrozba v podobě Zikmunda Lucemburského, Želivský, který radikální chudinu ovládal, si vydobyl hlavní slovo při společném bránění města. Tyto dny Želivský využil k prosazení některých nařízení. Byl zakázán hazard, zrušeny nevěstince, ženám byly zakázány ozdoby. I když byl nakonec křižácký útok zásluhou Jana Žižky odražen, rozkoly mezi radikálními a umírněnými husity byly stále větší.

### Diktatura v Praze
V červnu roku 1421 se sešel čáslavský sněm a jeho výsledkem bylo zvýhodnění umírněných husitů. V reakci na to vyvolal Jan Želivský v Praze další povstání a 30. června ji ovládl. Následoval teror namířený proti všem nepřátelům revoluce. Želivský se dokonce dostal do čela armády při společném tažení pražanů a táboritů do východních Čech. Poté velel výpravě k Mostu, kde jej po fatální chybě nahradil Jan Žižka.
V říjnu roku 1421 dosadil za hejtmana obou pražských měst svého přítele a stoupence Jana Hvězdu z Vícemilic, řečeného Bzdinka, se kterým tvrdě vládli městu.

### Zajetí a poprava

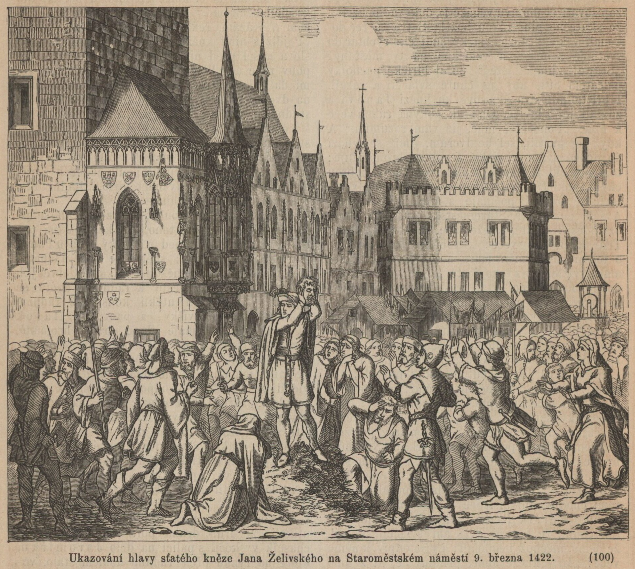
Po popravě Jana Želivského (Česko-moravská kronika, 1868)

Po popravě oblíbeného umírněnce Jana Sádla z Kostelce se však situace změnila, neboť umírnění, kteří Želivského sice rádi neměli, ale respektovali, se začali bát o vlastní životy. Jan Hvězda byl sesazen a vznikl devatenáctičlenný tribunál, který rozhodl o novém způsobu volby konšelů, kterou ani Jan Želivský nemohl ovládat. Dále tribunál zakázal přístup řemeslnických mistrů a duchovních osob na radnici, pokud k tomu nebyli vyzváni. Postupně proti Želivskému posilovala opozice, až byl na základě žaloby Jakoubka ze Stříbra přinucen dostavit se na radnici. Jan Želivský stanul před shromážděním, kde byl nečekaně zajat a odsouzen.
O popravě Jana Želivského se nám dochoval záznam jednoho z účastníků: „A kat nám pravil, že on klekl a sepnul ruce, a kat jemu řekl: „Milý kněže Jene, dej mi ruce, ať je sváži, neboť bych nemohl jinak nic činiti.“ A tak mu svázal ruce a sťal hlavu jemu i jeho bratřím, a to léta od narození Syna Božího 1422, v pondělí na den svatých Strachoty a Crhy.“
Nicméně poprava nezůstala utajena, protože krev, která vytekla strouhou na náměstí, na situaci upozornila Želivského stoupence, kteří vtrhli na radnici, kde našli mrtvé tělo svého vůdce. Nato se údajně rozplakali jako nepříčetní, položili jeho hlavu na talíř a nosili ji po městě, aby ji viděli všichni Pražané. Mnozí by se i byli mstili, ale bez silného vůdce se taková akce nedala zorganizovat.
Smrtí Jana Želivského končí v Praze období vlády radikálního husitství.

## Dílo
Jan Želivský (latinsky Iohannes nebo Ioannes Siloensis) si připravoval kázání latinsky, pronášel je česky. Je nepochybně autorem neúplné sbírky latinských kázání na neděle a svátky, datovaných 16. 4. – 2. 12. 1419 a označovaných jako Collecta. Autorská účast na dalších spisech není jistá. Pravděpodobně v okruhu Želivského vznikla husitská píseň Povstaň, povstaň veliké město pražské.

### Latinská vydání
- ŽELIVSKÝ, Jan a MOLNÁR, Amedeo, ed. Dochovaná kázání z roku 1419. Díl 1. Od neděle velikonoční do páté neděle po sv. Trojici. [Ioannis Siloensis Collectae de tempore anni 1419, pars 1.] Vydání 1. Praha: Československá akademie věd, 1953. 280 s.

### České překlady
- ŽELIVSKÝ, Jan. Výzva Jana Želivského: výbor z kázání. Uspořádal a přeložil Amedeo Molnár. 1. české vyd. Praha: Ústřední církevní nakladatelství, 1954. 136 s. Edice Kalich. Dostupné online Archivováno 30. 9. 2018 na Wayback Machine.

## Pomník

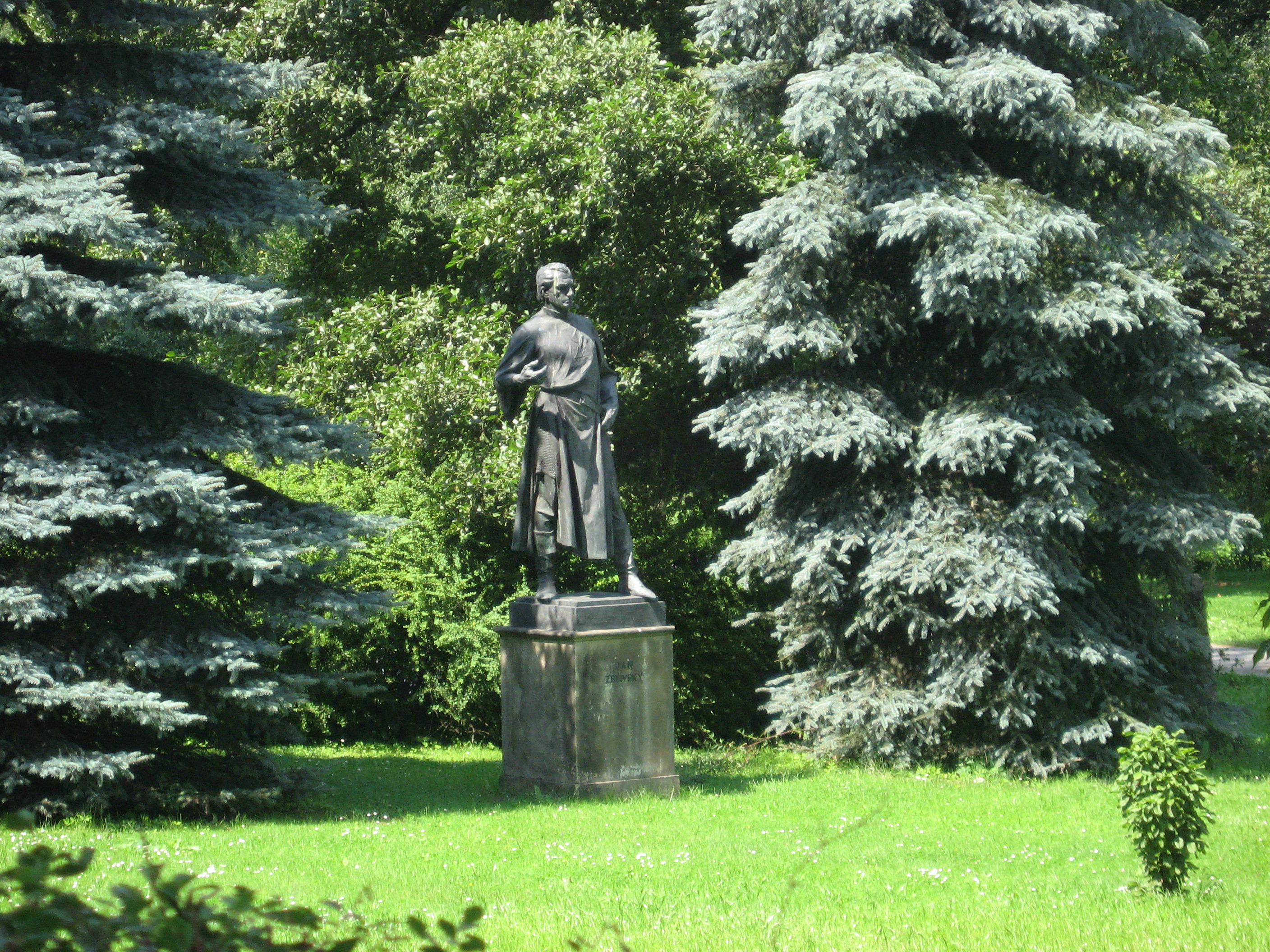
Pomník Jana Želivského v Želivě, dílo Jaroslavy Lukešové

Vedle portálu Novoměstské radnice v Praze stával bronzový pomník Jana Želivského z roku 1952, dílo akademické sochařky Jaroslavy Lukešové. Pomník zde byl umístěn v roce 1960, po opravě radnice již nebyl osazen. Pamětní deska Jana Želivského je na Staroměstské radnici.

## Citáty
- A kéž se splní i ono slovo Zjevení! Žena oděná sluncem, pod jejímaž nohama byl měsíc a na jejíž hlavě byla koruna dvanácti hvězd, a jsouc těhotná, křičela, pracujíce k porodu a trápíc se, aby porodila. Bude-li tedy České království něčím těhotné, bude křičet pracujíc k porodu, tak jako v mnoha krajích křičí vesničané, od pronásledovatelů utlačení, a jejich trápení povede je k tomu, aby porodili... (Z jednoho kázání Jana Želivského v kostele Panny Marie Sněžné).